# Chris Vrenna
Chris Vrenna (Erie, 1967. február 23. –) amerikai zenész, Grammy-díjas producer, hangmérnök, remixer, dalszerző, programozó, és az elektronikus zenét játszó Tweaker zenekar alapítója. Vrenna korábban a Nine Inch Nails industrial/rock zenekar dobosa is volt (1989 – 1997).
Az 1980-as évek közepétől az évtized végéig Chris Chicagóban élt, ahol gyorsan részévé vált az ottani indusztriális zenei életnek, rövid ideig a Die Warzau és a Stabbing Westward zenekarok tagja is volt.
Vrenna később újra kapcsolatba lépett Trent Reznorral, akivel a ’80-as évek elején találkozott, amikor mindketten tagjai voltak az Ohio állambeli Cleveland helyi zenekarának, az Exotic Birds-nek. Dobosként koncertezett a KMFDM zenekarral is a Money-korszak turnéin, 1992-ben. Vrenna jelenleg a Tweakerrel vesz fel anyagokat, idáig két albumot jelentettek meg, The Attraction To All Things Uncertain (2001) és 2am Wakeup Call (2004) címmel. A Tweaker a Skinny Puppy-val turnézott 2004-ben néhány észak-amerikai állomáson.
Mint producer, remixer, vagy hangmérnök, Vrenna olyan zenekaroknak dolgozott már, mint a U2, a Weezer, a P.O.D., David Bowie, a Cold, a The Smashing Pumpkins, a Hole, a Marilyn Manson, Rob Zombie, a Green Day, a The Rasmus, a The Wallflowers, és a Dir en grey japán rockzenekar. Vrenna a Pigface underground industrial csapattal is dolgozott már együtt, és olyan underground lánycsapatok dalainál, albumainál volt producer, mint a TCR, a Jack Off Jill, a Rasputina, és a Scarling..
Vrenna számos videójáték zenéjén is dolgozott, köztük a Doom 3 (producerként, Clint Walsh mellett), a Quake 4,  az American McGee's Alice,  az Enter The Matrix, a Sonic The Hedgehog, az Area 51, és a Need for Speed: Most Wanted zenéjén. Valamint 2004-ben kezdett dolgozni a Tabula Rasa, egy nagyszámú résztvevős online (Massive Multiplayer Online – MMO) játék zenéjén. Vrenna a Saolin leszámolás animációs sorozat főcímdalának megalkotásában is közreműködött.
Vrenna dobosként látható a Closure c. Nine Inch Nails kiadványon található videóklipek közül a „Gave Up”, a „Wish”, és a „March of the Pigs” c. dalok videójában, de rövid időre feltűnik a „The Perfect Drug” klipjében is.
Vrenna Grammy-díjat is nyert a Nine Inch Nails tagjaként "Best Metal Performance" (Legjobb metal előadás) kategóriában a „Happiness in Slavery” c. dal előadásáért 1996-ban.
Vrenna Billy Corgan programozója volt négy hónapig 1997-ben. Amíg turnén volt a The Smashing Pumpkins zenekarral, Vrenna-t Axl Rose hívta fel telefonon, és meghívta őt, hogy töltsön egy kis időt a Guns N’ Roses-szal. "Néhány hétre így is tettem, de aztán úgy döntöttem, nem akarok csatlakozni a zenekarhoz”- mondta Vrenna.
Vrenna-ra esett a választás, hogy átvegye a dobos posztot a Marilyn Manson zenekarban, miután Ginger Fish 2004-ben megsérült. Vrenna jelenleg a Gnarls Barkley koncertzenekarának dobosa.